# Paratoceras
Il paratocerato (gen. Paratoceras) è un mammifero artiodattilo estinto, appartenente ai protoceratidi. Visse tra il Miocene inferiore e il Miocene superiore (circa 18 – 10 milioni di anni fa) e i suoi resti fossili sono stati ritrovati in Nord e Centro America.

## Descrizione
Questo animale, simile a un'antilope dalla struttura piuttosto robusta, era dotato di un cranio insolito. Erano infatti presenti grandi corna triangolari sopra gli occhi, ricurve all'indietro, e piccole protuberanze sopra le ossa mascellari. La caratteristica più insolita, però, era data da un corno occipitale che sporgeva dalla parte posteriore del cranio, biforcuto e vagamente simile a un'elica. I premolari erano grandi e non ridotti, mentre i molari erano a corona bassa (brachiodonti), anche se non quanto quelli degli altri protoceratidi. La cresta sagittale era più bassa rispetto a quella di altre forme simili come Protoceras. L'ulna era gracile ed era fusa per gran parte della sua lunghezza con il radio.

## Classificazione
Paratoceras venne descritto per la prima volta nel 1937 da Frick, che ne descrisse una mandibola frammentaria. Di questo animale si conoscono cinque specie: la specie tipo (P. macadamsi) del Texas, P. tedfordi del Messico, P. wardi del Texas e di Panama, P. orarius e P. coatesi del Panama.  
Paratoceras fa parte dei protoceratidi, un gruppo di artiodattili nordamericani probabilmente affini ai camelidi. In particolare, Paratoceras sembrerebbe essere stato particolarmente affine al genere Protoceras, più antico e meno specializzato.